# Patricia Schonstein
Patricia Schoenstein (Bulawayo, 12 marzo 1952) è una scrittrice e poetessa zimbabwese, nota anche con il nome di Patricia Schonstein-Pinnock, autrice di libri per bambini e curatrice di antologie.
I racconti di Schonstein si basano sulle sue esperienze personali di crescita nel Centro Africa e su eventi storici legati all'Inquisizione, l'Olocausto, la Guerra Rhodesiana e l'Apartheid.
Rende omaggio ai bambini vittime di guerra in Africa e ai rifugiati, intrecciando dure realtà con elementi leggendari e magici.
Schonstein, i cui racconti usano in maniera variegata i generi del realismo magico, della meta-fiction e della fiction narrativa, è nota per racconti come Skyline e il Tempo degli Angeli.

## Vita
Nata e cresciuta nel Sud della Rodesia (attuale Zimbabwe), Schonstein vive in Sud Africa dove lavora come autore.

## Carriera Letteraria
Schonstein ha preso una laurea magistrale in scrittura creativa presso l'Università di Città del Capo, supervisionata dall'insigne John Maxwell Coetzee, premio Nobel in Letteratura nel 2003, che ha sostenuto molto del suo lavoro. La sua poesia è stata sostenuta dall'Insigne Arcivescovo Emeritus Desmond Tutu premio Nobel per la pace nel 1984.
Schonstein è al servizio della Poesia nella commissione McGregor e presenta il Premio annuale Patricia Schonstein – Poesia nel Premio McGregor. Collabora anche alle Strofe trimestrali per le nuove poesie con Douglas Reid Skinner.

## Premi
- Il suo primo racconto, Skyline, vince il francese Prix du Marais nel 2005; vince il Premio Percy FitzPatrick nel 2002; ha raggiunto il secondo posto nel Premio per la Fiction domenicale del Sud Africa[2] nel 2001[3]; è stato selezionato per il Premio Letterario Internazionale IMPAC di Dublino; inserito nell'elenco dei venticinque libri sudafricani più letti nel 2007; è stato inserito nello svedese En Bok for alle.
- Il Tempo degli Angeli ha raggiunto il secondo posto come Premio per le Fiction domenicali del Sud Africa nel 2004; è entrato nella rosa dei candidati per il Premio del 2004 come miglior libro venduto scelto.
- La Figlia del Farmacista è stato nel modo di leggere della domenica Tramite la Democrazia nel 2014.
- Il Banchetto di Brabazan è stato inserito nella rosa dei candidati per il Premio degli Scrittori del Commonwealth come miglior libro Africano nel 2011.
- Attestata vincitrice del Premio per Giovani Africani nel 1997 (Categoria Racconti).

## Lavori

### Racconti
- Skyline, 2000
- A Time of Angels, 2003
- The Apothecary's Daughter, 2004
- A Quilt of Dreams, 2006
- The Master's Ruse, 2008
- Banquet at Brabazan, 2010

### Per Bambini
- Sing, Africa! Poems and Song for Young Children, 1990
- Thobileʼs dream, 1991
- Thobile and the Tortoises, 1992
- The King Who Loved Birds, 1992
- Maggie, Mango & Scottie – An Adventure in Africa, 2016
- Ouma's Autumn, 1993
- Saturday in Africa : Living History Through Poetry, 1996

### Poesia
- The Unknown Child: Poems of War, Loss and Longing
- A Gathering of Madonnas, and Other Poems, 2001

### Saggistica
- Xhosa: a Cultural Grammar for Beginners, 1994

### Antologie curate
- Africa! My Africa! An Anthology of Poems
- Africa Ablaze! Poems & Prose Pieces of War & Civil Conflict
- Heart of Africa! Poems of Love, Loss and Longing
- McGregor Poetry Festival 2013 Anthology
- McGregor Poetry Festival 2014 Anthology
- McGregor Poetry Festival 2015 Anthology
- McGregor Poetry Festival 2016 Anthology

## Ulteriori letture
- Heather Acott, 'Dark Humor: Satire, the Baroque, and the Carnivalesque in Patricia Schonstein’s Banquet at Brabazan and Ingrid Winterbach’s The Elusive Moth', Kritika Kultura 18 (2012): 134-48
- Michael Chapman and Margaret Lenta (Ed.) SA Lit and beyond 2000 Representing the African Diaspora J.U. Jacobs 315-332